# Памятник Михаилу Воронцову (Тифлис)
Памятник Михаилу Воронцову — памятник бывшему Кавказскому наместнику князю М. С. Воронцову, установленный в 1867 году в Тифлисе. Первый памятник в городе.

## История
Инициатива установки памятника князю М. С. Воронцову, наместнику Его Императорского Величества на Кавказе в 1844—1854 годах, принадлежала грузинскому дворянству, которую поддержал действующий наместник, князь Александр Иванович Барятинский. Под его руководством «была открыта подписка во всех сословиях общества», в ходе которой были собраны средства в размере 36104 рублей.
Памятник был заказан скульптору Николаю Пименову, но он, успев сделать макет памятника, скончался, поэтому заканчивать работу пришлось его ученику, Василию Крейтану. Архитектором памятника выступил популярный в то время зодчий в Тифлисе Отто Симонсон.
Статуя из бронзы была отлита в Санкт-Петербурге, на литейном заводе «Когун и К°» и в конце 1866 года доставлена на корабле через порт Поти в Тифлис.
25 марта 1867 года, в день очередной годовщины прибытия князя Воронцова в Тифлис, памятник был торжественно открыт на Воронцовской площади около Михайловского моста. На открытие присутствовал наместник Кавказа Великий Князь Михаил Николаевич. Среди большого количества собравшихся горожан и войск барон Александр Николаи зачитал акт о сооружении памятника, затем он был освящён. После церемонии народу было предложено угощение на террасах Александровского сада, а во дворце наместника состоялся обед.
Памятник князю М. С. Воронцову, 3,5 метра высотой, стоял на высоком пьедестале, с непокрытой головой, в накинутой на плечи шинели. В руках он держал папаху и фельдмаршальский жезл. На пьедестале из алгетского камня имелась надпись «Князю Михаилу Семеновичу Воронцову. 1845—1854». Вокруг памятника была сделана красивая ограда из пушек с цепями.
В 1922 году, согласно декрету 12 апреля 1918 года «О памятниках Республики», памятник Михаилу Воронцову в Тифлисе был разрушен, а площадь, также носившую имя князя, переименовали в Карла Маркса. В начале 1990-х годов площадь переименовали в Саарбрюкенскую в честь города-побратима Тбилиси.